# Bryopharsos clavigum
Bryopharsos clavigum är en tvåvingeart som beskrevs av Quate 1996. Bryopharsos clavigum ingår i släktet Bryopharsos och familjen fjärilsmyggor.
Artens utbredningsområde är Costa Rica. Inga underarter finns listade i Catalogue of Life.